# Rhynchodoras
Rhynchodoras är ett släkte av fiskar. Rhynchodoras ingår i familjen Doradidae.
Kladogram enligt Catalogue of Life:
| Rhynchodoras | \| \| Rhynchodoras castilloi \| \| \| \| \| \| Rhynchodoras woodsi \| \| \| \| \| \| Rhynchodoras xingui \| \| \| \| |
|              | \| \| Rhynchodoras castilloi \| \| \| \| \| \| Rhynchodoras woodsi \| \| \| \| \| \| Rhynchodoras xingui \| \| \| \| |
|              | Rhynchodoras castilloi                                                                                               |
|              | |
|              | Rhynchodoras woodsi                                                                                                  |
|              | |
|              | Rhynchodoras xingui                                                                                                  |
|              | |